# Artikel 31 des Grundgesetzes für die Bundesrepublik Deutschland
Artikel 31 des Grundgesetzes für die Bundesrepublik Deutschland enthält eine Kollisionsnorm in der föderalen deutschen Rechtsordnung.

## Kompetenzen im Bundesstaat
Die Vorschrift normiert den Geltungsvorrang jedweden Bundesrechts (Grundgesetz, Bundesgesetze, Bundesverordnungen) vor jedwedem Landesrecht (Landesverfassung, Landesgesetze, Landesverordnungen, Satzungen). Eine bloße Verordnung auf Bundesebene geht somit bei Widersprüchen einer Landesverfassung vor.
Das bedeutet aber nicht, dass jedes Handeln des Bundes automatisch Vorrang vor dem der Länder hätte: Artikel 31 ist eine Kollisions-, keine Kompetenznorm. Das heißt, sie bestimmt, welches Recht vorangeht, wenn sowohl Bund als auch Länder zur Gesetzgebung befugt sind (und davon Gebrauch machen). Dies ist indes sehr selten der Fall. Die Kompetenz, eine Rechtsmaterie zu regeln, liegt zunächst ausschließlich bei den Ländern. Der Bund kann über Kompetenzen nur verfügen, wenn das Grundgesetz dies ausdrücklich vorsieht (siehe Artikel 30). Die Vorschrift setzt kompetenzgemäßes Bundesrecht voraus. Kompetenzwidriges Bundesrecht wäre nichtig und deshalb nicht fähig, Landesrecht zu brechen.
Die Norm regelt das Verhältnis von Bundes- zu Landesrecht auch nur im Grundsatz. Es gelten zahlreiche speziellere Vorschriften (Art. 28 Abs. 1 für Landesverfassungen, Art. 70 ff. für die Aufteilung der Gesetzgebungskompetenz zwischen Bund und Ländern, Art. 142 für Grundrechte in Landesverfassungen u. v. m.).